# Ida Freundová
Ida Freundová (15. dubna 1863, Vídeň, Rakousko – 15. května 1914, Cambridge, Spojené království) byla první ženou vyučující chemii na univerzitě ve Spojeném království. Věnovala se především vědecké výuce pro ženy a dívky a napsala dvě chemické učebnice.

## Život
Ida Freundová byla dcerou Fedora a Sophie Freundových. O rodiče brzy přišla a byla vychovávána prarodiči z matčiny strany ve Vídni. Tam studovala na státních školách a získala učitelský diplom. Krátce poté její prarodiče zemřeli a v osmnácti letech se odstěhovala za strýcem Ludwigem Strausem do Londýna. Jeho známí doporučili Freundové, aby se roku 1882 zapsala na cambridgeskou Girton College. Vystudovala přírodní vědy s vyznamenáním i přesto, že začínala s minimální znalostí anglického jazyka a řečtina, latina a algebra pro ni byly novinkou. V roce 1899 získala britské občanství. Psala perfektně anglicky, ale s mluveným slovem měla problém.
V roce 1890 podstoupila operaci, která ji do konce života ochromila – přišla o nohu. Měla nehodu na kole a kvůli následnému zánětu jí musela být noha amputována. Po zotavení v roce 1893 se vrátila do Cambridge i se strýcem, o kterého se starala do jeho smrti v roce 1899.
V roce 1901 byl obnovený cambridgeský chemický klub, jehož členy byli chemičtí vyučující. Freundová, jakožto člověk, co měl na starost newnhamské laboratoře, byla taktéž členem. To ji umožnilo dozvídat se nové věci ve výzkumu a sdílet s ostatními svůj výzkum. Členem byl i Henry Edward Armstrong, kdo byl zastáncem heuristického způsobu výuky, kterému Freundová oponovala.
Freundová podporovala hnutí sufražetek, finančně podporovala hendikepované a pletla oblečení pro vojáky druhé búrské války. Komě učení se zajímala o pletení, háčkování, šití a byla dobrou kuchařkou. Byla zcestovalá, se strýcem navštěvovala místa v Británii i v Evropě, po jeho smrti jezdila na trojkolce po Evropě. Navštívila Skotsko, Švýcarsko, Německo, Rakousko a Itálii. Zajímala se o politiku, milovala literaturu a zahradničila. Byla jednou z 19 žen, které v roce 1904 podepsaly petici pro umožnění přijetí žen do Chemical Society.
Celý život měla zdravotní problémy, proto se také v roce 1902 vzdala svého postu vyučujícího v Newnhamu. I přes ztrátu nohy chodívala na dlouhé procházky po sousedství. Později přestávala vidět na jedno oko a po několika pokusech jej zachránit zemřela během operace, které její oslabené tělo nezvládlo. Zemřela 15. května 1914 ve svém domě v Cambridge.

## Výuka
Od roku 1886 do roku 1887 lektorovala Cambridge Training College for Women (dnešní Hughes Hall). Poté nastoupila jako demonstrátor na Newnham College a v roce 1893 se stala plnohodnotným lektorem. V letech 1896–1903 zasedala ve školní radě.
Freundová se věnovala praktické výuce v laboratoři v Newnhamu. Většina jejích studentů obecné chemie přišli bez chemických znalostí. Mimo praktické výuky vyučovala i chemickou teorii, založenou na historii, a fyzikální chemii.
V roce 1897 zařizovala prázdninový kurz pro učitele. Učila je zařizovat vhodné podmínky pro výuku, jak udržet krok s vědeckým vývojem. Zásadním předmětem pro Freundovou byla fyzika, jelikož je to opěrný bod, na kterém stojí další přírodní vědy. Přesto byla fyzika na dívčích školách zanedbávana a pokud byla vyučována, tak velmi špatně. V roce 1911 publikovala v časopise The Englishwoman protest proti nahrazení klasické vedy na dívčích školách „domácí“ vědou (vaření, šití).

## Publikace
Jejím původním zájmem byla fyzikální chemie. V roce 1903 vyhrála cenu za esej The history prior to 1800 of theories concerning the ultimate constitution of matter (Historie teorií o složení hmoty před r. 1800), která se později pravděpodobně stala základem její první učebnice The Study of Chemical Composition (1904). Tato učebnice byla určena studentům třetího ročníku a dlouho zůstávala důležitou učebnicí pro chemickou teorii. Freundová v knize významně citovala, tedy různé objevy byly představeny slovy jejich objevitele. Pro svoji druhou knihu The Experimental Basis of Chemistry (1920) měla naplánováno dvacet kapitol, ale stihla napsat pouze deset.
Mimo tyto dvě učebnice je znám například i její práce publikovaná v německém časopise Zeitschrift für physikalische chemie v roce 1909 o vlivu teploty na objemovou změnu během neutralizace solí o různých koncentrací, kterou napsala v angličtině pod jménem Effect of temperature on the volume change accompanying neutralization in the case of a number of salts at different concentrations a byla přednášena i Královské společnosti.
Svoji výuku obzvláštňovala. Například v roce 1907 měli studenti zkoumat životy významných chemiků. V laboratoři na ně čekaly krabice s čokoládou s životopisy a obrázky těchto vědců. Jiný rok se měli zabývat periodickou tabulkou. Tu Freundová připravila v podobě košíčků, na kterých čokoládou byla napsaná jména a atomové hmotnosti prvků.

## Památka
Po odchodu Freundové její studenti založili sbírku, která pokračovala i po její smrti. Cílem bylo využít tyto finance pro další prázdninové kurzy pro učitelky na dívčích školách. V srpnu 1915 se takto financoval kurz mechaniky, elektřiny a magnetismu. Jménem Iny Freundové Newnham College dodnes odměňuje excelenci ve vědě.